# Остапівська волость (Лохвицький повіт)
Остапівська волость — адміністративно-територіальна одиниця Лохвицького повіту Полтавської губернії з центром у селі Остапівка.
Станом на 1885 рік складалася з 12 поселень, 21 сільської громади. Населення — 9545 осіб (4622 чоловічої статі та 4923 — жіночої), 1672 дворових господарств.
|                     | Площа, десятин | У тому числі орної, десятин |
| ------------------- | -------------- | --------------------------- |
| Сільських громад    | 10136          | 8636                        |
| Приватної власності | 8740           | 5852                        |
| Іншої власності     | 44             | 43                          |
| Загалом             | 18920          | 14531                       |

Основні поселення волості:
- Остапівка — колишнє державне та власницьке село за 34 версти від повітового міста, 1830 осіб, 307 дворів, православна церква, школа, 2 постоялих будинки, 2 лавки, базари по неділях, 4 ярмарки на рік, 41 вітряний млин, 6 маслобійних заводів.
- Білоусівка — колишнє державне та власницьке село, 1365 осіб, 256 дворів, православна церква, 2 постоялих будинки, лавка, кузня, 38 вітряних млинів, 5 маслобійних заводів.
- Гнідинці — колишнє державне та власницьке село, 1774 особи, 315 дворів, православна церква, школа, 3 постоялих будинки, лавка, 3 ярмарки на рік, 37 вітряних млинів, 6 маслобійних заводів.
- Дащенки — колишнє державне та власницьке село, 2170 осіб, 394 двори, православна церква, 4 постоялих будинки, 2 лавки, 3 кузні, 59 вітряних млинів, 10 маслобійних і пивоварний заводи.
- Світличне — колишнє державне та власницьке село, 1533 особи, 290 дворів, православна церква, 3 постоялих будинки, 2 кузні, 25 вітряних млини, 5 маслобійних заводів.